# Святлана Циханоуская
Святла̀на Хео̀рхиеуна Цихано̀уская (на беларуски: Святлана Георгіеўна Ціханоўская) или Светлана Георгиевна Тихановская (на руски: Светла̀на Гео̀ргиевна Тихано̀вская) е беларуска политическа деятелка, преводачка, кандидатка за президент на Беларус в изборите през 2020 година.

## Биография
Святлана Циханоуская (с моминско име Пилипчук) е родена на 11 септември 1982 година. Завършва средно образование в град Микашевичи. Продължава обучението си в Мозирския държавен педагогически университет. Там се дипломира със специалност английска филология и допълнителна специалност немска филология. Впоследствие работи като преводач в различни организация.
Сключва брак със Сярхей Циханоуски. Семейството има две деца. Съпругът ѝ става популярен като блогър и опозиционен деец. След като на 15 май 2020 година му е отказана регистрация за участие в предстоящите президентски избори, а впоследствие на 29 май е арестуван. Святлана заема ролята на лидер на опозиционното движение. На 14 юли кандидатурата ѝ е регистрирана от ЦИК за участие в изборите.
Според Централната избирателна комисия на Беларус на президентските избори през 2020 година Святлана Циханоуская печели 10,1 % от гласовете на избирателите. Тя отхвърля изнесените предварителни резултати и на следващия ден (10 август) подава жалба в комисията. Там остава три часа в кабинет с двама представители на службите за сигурност. Впоследствие в интернет пространството е публикувано видео, в което Циханоуская, четейки текст, призовава за прекратяване на протестните демонстрации и признава изборната победа на Александър Лукашенко. В ранните часове на 11 август бяга в Литва.